# محمد الرشيد باي
سيدي محمد الرشيد باي أو محمد الرشيد باي بن حسين بن علي باي تونس من 2 سبتمبر 1756 إلى 12 فيفري 1759، وهو ثالث بايات تونس.